# Johannes Bredenburg
Johannes Bredenburg (1643 – 1691) è stato un filosofo olandese.
Tessitore e commerciante di vini di Rotterdam, egli fu membro della setta dei Collegianti, di cui fece parte anche il filosofo Baruch Spinoza; quest'ultimo provocò con le sue idee una divisione della setta in due partiti: il partito spinozista era guidato da Bredenburg e gli oppositori da Frans Kuyper. Questi due partiti si riunirono alla morte dei rispettivi capi.
Bredenberg è noto per aver scritto una confutazione di Spinoza nel 1675. Quest'ultima spiegava apparentemente la filosofia di Spinoza in un modo talmente chiaro che altri lo accusarono di diffondere lo spinozismo. Alla fine, rimase insoddisfatto della propria confutazione, la rinnegò e giunse ad adottare le idee di Spinoza. Fu l'unico tra i Collegianti ad autodichiararsi seguace di Spinoza.